# Александру I Алдя
Александру I Алдя (на румънски: Alexandru I Aldea; ок. 1397 – 1436) е владетел на Влашко от династията Басараб в периода 1431 – 1436 г.

## Управление
Син на Мирчо Стари, той управлява княжеството в едно много размирно време, когато владетелите му се сменят през година или две. През 1431 г. Александру овладява трона като нахлува във Влашко с молдовски военни сили и сваля от престола Дан II.
Сключва договори със Сигизмунд Люксембургски и с молдовския войвода Александру чел Бун, отказвайки да плаща данък на османците. Войските на Мурад II обаче превземат Гюргево и Турну, което принуждава Александру да замине за Одрин и да се признае за османски васал, задължавайки се да плаща ежегоден данък, както и да позволи преминаването през земите си на османски войски. Като гаранция за спазването на договора със султана оставя множество заложници, но получава свободата на 3000 пленници.
През 1436 г. Александру умира, най-вероятно от заболяване, тъй като няма данни за насилствена смърт. Наследен е от своя полубрат Влад II Дракул.